# Umba
Umba (russisk: Умба) er en by på 6.497 indbyggere (2002), beliggende på Kolahalvøen i Murmansk oblast i det nordvestlige Rusland hvor floden Umba flyder ud i Hvidehavets Kandalaksjabugt. Byen kan nås med båd eller bil. Den nærmeste jernbanestation ligger i Kandalaksja ca. 110 km nordvest for Umba. Byen er nævnt første gang i 1466 og er den ældste slaviske by på Kolahalvøen.